# Pollice dell'autostoppista

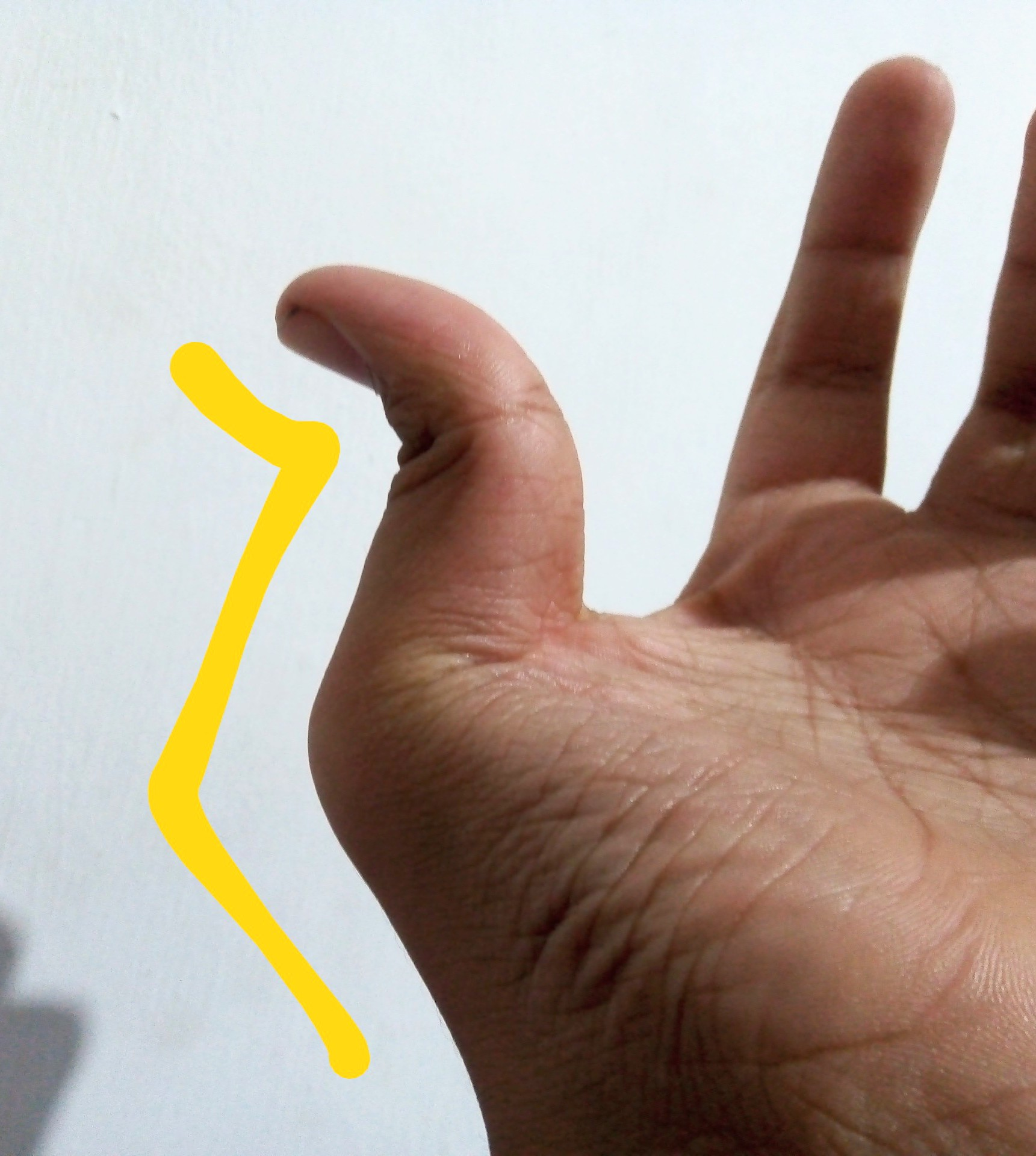
Un esempio di Deformazione a Z insieme ad un Pollice dell'Autostoppista

Il pollice dell'autostoppista, conosciuto anche come iperestensibilità distale del pollice, consiste nell'avere la falange distale di un pollice in grado di piegarsi all'indietro, in modo da formare un angolo di 90°. Questa condizione della falange - quando isolata - è benigna: non causa nessun dolore e non affligge negativamente il pollice.
Se una persona ha i geni per questa condizione, tale potrebbe presentarsi su entrambi i pollici, solo su di uno o su nessuno dei due.

## Segni e sintomi
I sintomi possono variare di persona in persona: chi ha un tratto isolato non è affetto da alcun sintomo; tuttavia, questo tratto è a volte sintomo di altre condizioni, come la Sindrome da ipermobilità articolare.
I segni di tale tratto sono l'avere un pollice con la falange distale in grado di piegarsi al contrario oltre il normale range di movimento. Alcune persone con il Pollice dell'Autostoppista hanno anche una Deformazione a Z (chiamata così per la forma di tale deformazione).

## Cause
La causa esatta non è conosciuta.
Tuttavia, questa condizione è a volte sintomo di altre condizioni, come:
- Displasia diastrofica
- Disturbo dello spettro dell'ipermobilità
- Artrite reumatoide

## Trattamenti
Non necessita di cure.